# Liparis le-ratii
Liparis le-ratii är en orkidéart som beskrevs av Rudolf Schlechter. Liparis le-ratii ingår i släktet gulyxnen, och familjen orkidéer.
Artens utbredningsområde är Nya Kaledonien. Inga underarter finns listade i Catalogue of Life.